# Struthanthus flexicaulis
Struthanthus flexicaulis là một loài thực vật có hoa trong họ Loranthaceae. Loài này được (Mart. ex Schult. f.) Mart. miêu tả khoa học đầu tiên năm 1830.